# Johannes Dalmann
Johannes Christian Wilhelm Dalmann (* 4. März 1823 in Lübeck; † 2. August 1875 in Wunsiedel) war Wasserbaudirektor in Hamburg.

## Leben und Wirken

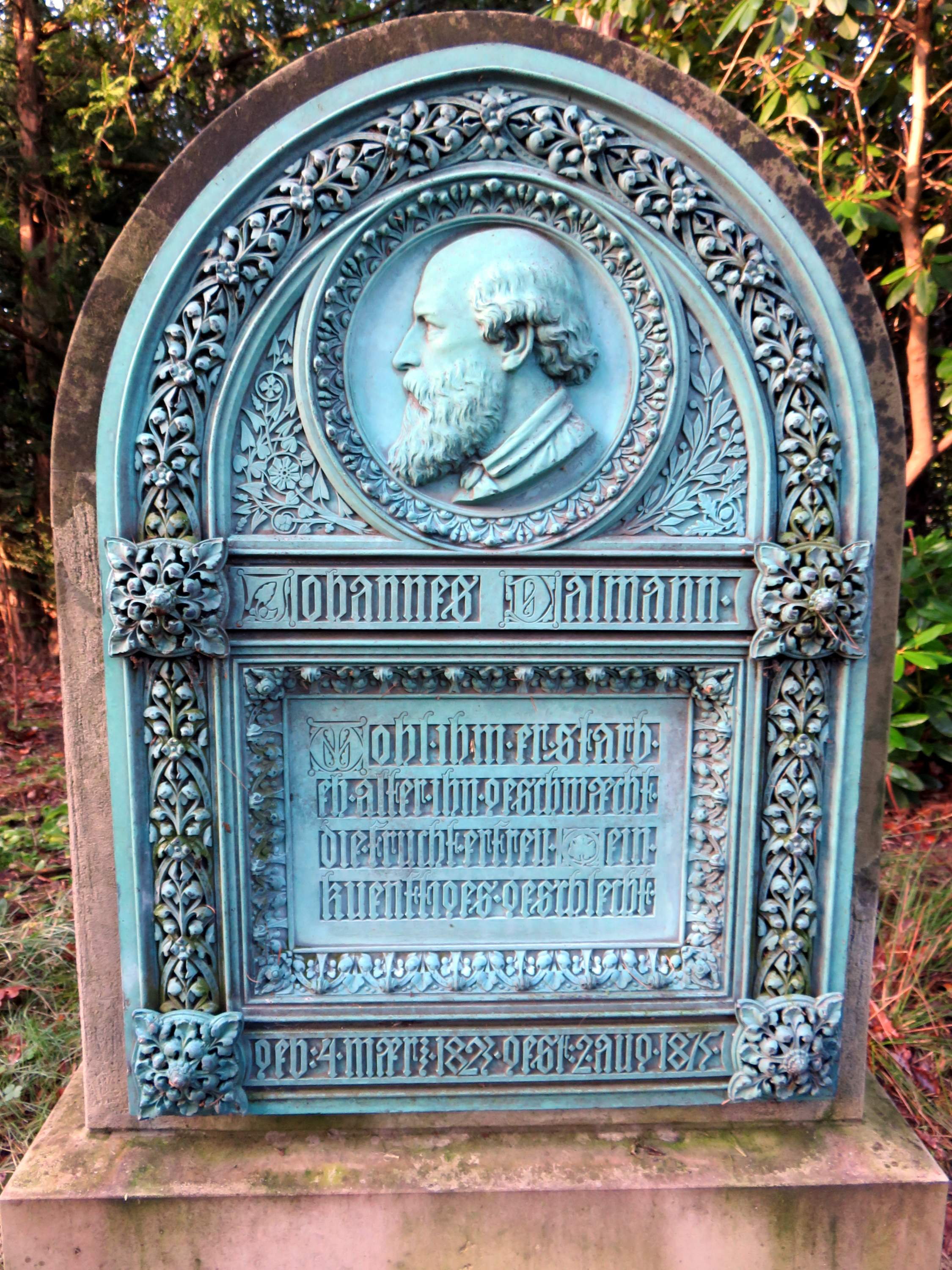
Grabmaltafel auf dem Ohlsdorfer Friedhof (AA 15)

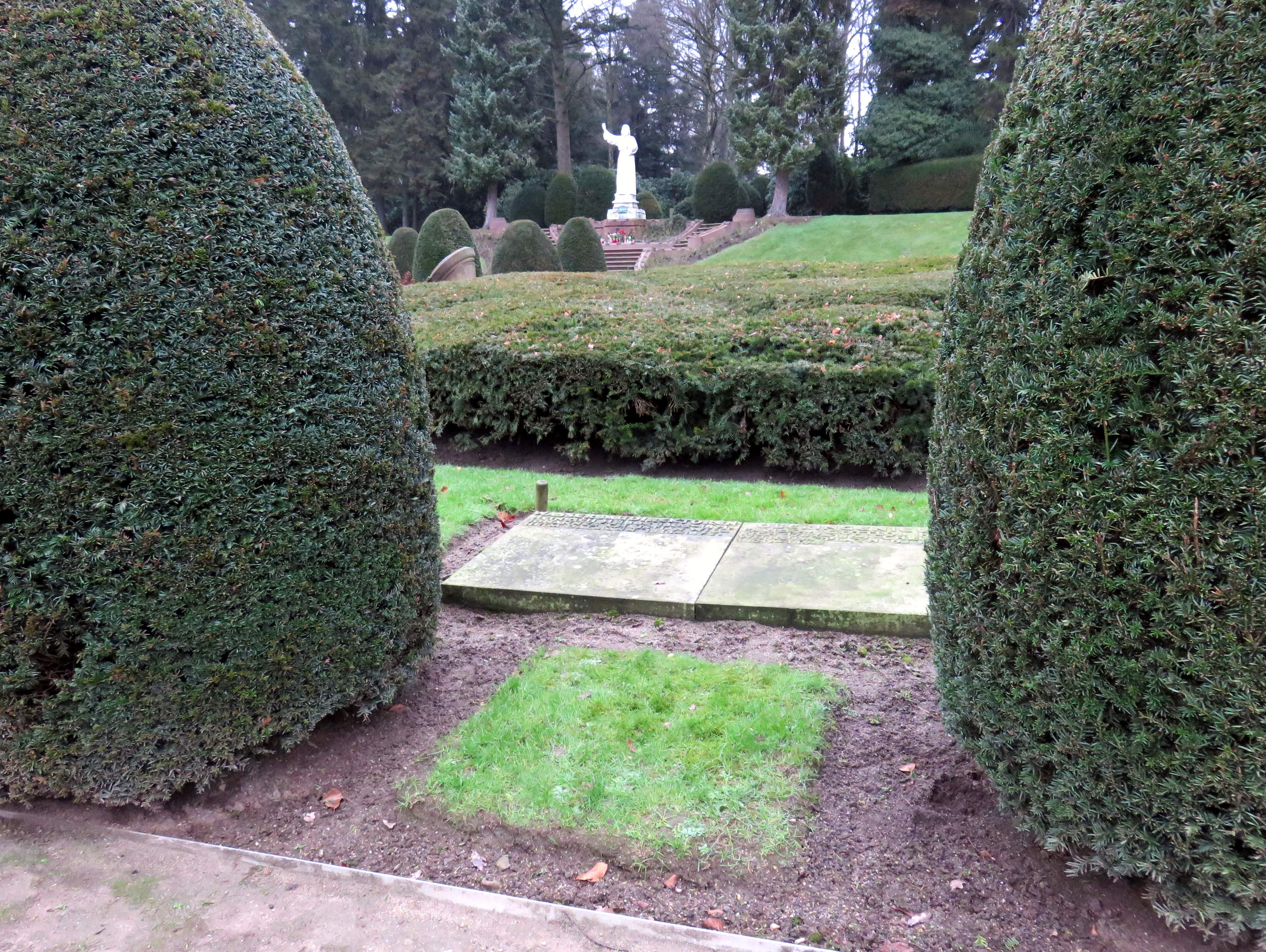
Sammelgrabmal Althamburgischer Gedächtnisfriedhof Ohlsdorf

Dalmann übernahm 1857 kommissarisch das Amt des Wasserbaudirektors von Hamburg von Heinrich Hübbe. 1864 wurde ihm das Amt endgültig übertragen. Hintergrund dieser Entscheidung war Dalmanns Positionierung um den Streit, ob der Hamburger Hafen als Dockhafen oder als offener Tidehafen erweitert werden sollte. Aufgrund seiner Untersuchungen zu den Strömungsverhältnissen der Elbe veröffentlichte er seine Untersuchung Ueber Stromcorrectionen im Fluthgebiet, welche als Argument für den Tidehafen sprach.
Als Wasserbaudirektor baute er dann selbst den offenen Tidehafen. Dalmann erweiterte den Hafen entlang der Norderelbe, indem er ab 1866 an beiden Elbufern Schuppen und Kaianlagen errichtete. Dadurch wurden in Hamburg erstmals Dampfschiff und Eisenbahn an die Nordsee angebunden. 1872 fand auf dem von ihm errichteten Kaiserkai die erste Umladung vom Schiff auf die Bahn statt.
Dalmann wurde 1875 auf dem St.-Jacobi-Friedhof in Hamburg-Eilbek beerdigt.  1960 wurde die Grabstätte auf den Friedhof Ohlsdorf nahe Nordteich und Stiller Weg (Planquadrat AA 15) verlegt, wobei von der ursprünglichen Grabanlage lediglich die bronzene Gedenktafel und die Löwenplastik umgesetzt wurden. Auf dem Ohlsdorfer Althamburgischen Gedächtnisfriedhof befindet sich darüber hinaus ein Ehrengrabmal für Dalmann (Grabplatte 35) zusammen mit seinem Vorgänger Heinrich Hübbe (1803–1871).
Nach Dalmann ist der heutige Dalmannkai in der Hamburger Hafencity benannt.

## Schriften
- Ueber Stromcorrectionen im Fluthgebiet. Hamburg 1856.
- Der Hafen von Hamburg-Altona, insbesondere die Anlage des Sandthor-Quais in Hamburg. Berlin 1868.